# Ар'я Старк
Ар'я Старк (англ. Arya Stark) — вигаданий персонаж, створений американським письменником Джорджем Р. Р. Мартіном. Ар'я володіє яскравим характером, сильною волею та унікальним поглядом на навколишній світ. Є одним з центральних персонажів у всіх книгах серії фентезійних романів «Пісня Льоду й Полум'я».
Уперше представлена в романі Гра престолів у 1996 році, Ар'я — молодша дочка Лорда Еддарда Старка і його дружини Леді Кетлін Старк. Вона норовлива, незалежна, зневажає традиційні жіночі заняття, і її часто приймають за хлопчика. У неї є меч, названий Голкою (подарунок Джона Сноу), також вона навчалася браавосійському стилю битви на мечах.
Роль Ар'ї в однойменному серіалі на каналі HBO грає британська актриса Мейзі Вільямс. Її виконання отримало визнання критиків, особливо у другому сезоні, коли вона працювала на одному майданчику з таким «ветераном» кіно, як актор Чарльз Денс (Тайвін Ланністер), граючи його виночерпія. Вона є одним з найпопулярніших персонажів в будь-якій версії історії Ігор.

## Персонаж

### Загальне
Ар'яя — третя дитина і молодша дочка Еддарда і Кетлін Старк. У неї п'ять братів і сестер: старший брат Робб, два молодших брати: Бран та Рікон, старша сестра Санса і, нарешті, незаконнонароджений єдинокровний брат Джон Сноу.

### Опис
На відміну від Санси, яка захоплюється діяльністю, якою мають займатися шляхетні дівчата, Ар'я не виявляє інтересу до танців, співу та шиття, а більше віддає перевагу володінню мечем, полюванню та пригодам, до чого її мати ставиться з великим презирством. Вона особливо близька з її братом-бастардом Джоном Сноу, який пропонує їй навчитися битися і дарує їй меч, який Ар'я називає Голкою. Упродовж своєї подорожі, Ар'я проявляє велику винахідливість і хитрість і стає все більш безжалісною.
На початку оповідання Ар'ю, переважно, сприймають як негарну, схожу на хлопчика дівчинку, але є декілька прикладів у книгах про порівняння її з тіткою Ліанною, яка часто ловила чоловічі погляди. Крім цього у Ар'ї є лютововк Німерія, яким вона може керувати уві сні.

## Сюжетні лінії

### Романи

#### Гра престолів

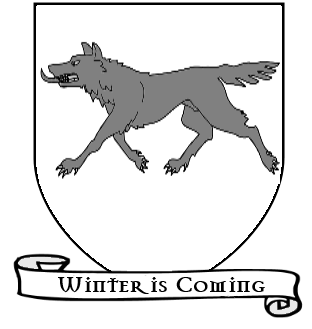
Герб дому Старків

Ар'я вирушає разом зі своїм батьком Еддардом Старком в королівську гавань, коли його викликають на заміну колишньої Правиці короля. Перед від'їздом, її зведений брат Джон Сноу дарує їй прощальний подарунок — меч, який вона називає Голкою.
Під час прогулянки її сестри Санси з принцом Джофрі Баратеоном, принц став знущатися над Ар'єю та її другом Мікою, сином м'ясника, з яким вони тренувалися битися на мечах у лісі. Ар'я захищає Міку від Джофрі, у чому їй допомагає лютововк Німерія, поранивши руку принца. Знаючи, що Німерія, ймовірно, буде вбита після нападу на Джофрі, Ар'я  жене свого вовка геть, через що замість лютововка Ар'ї було наказано вбити лютововка Санси, а Міку незабаром вбиває Сандор Кліган на прізвисько Пес.
Вже в королівській гавані її батько влаштовує для Ар'ї уроки фехтування під керівництвом майстра меча з Браавоса, Сіріо Фореля, який на своїх уроках танців вчить її мистецтву бою. Після арешту батька, Сіріо відбивається від охоронців Ланністерів і Ар'я дивом уникає захоплення. Пізніше вона стає свідком страти її батька.

#### Битва королів
Ар'я втікає з королівських земель разом з вербувальником Нічної Варти Йореном і його партією призовників. На дорозі вона стикається з іншими новобранцями Нічної Варти Ломмі, Джендрі, і Пиріжком. Під час дороги частина Нічної Варти піддається нападу Аморі Лорха. Ар'я і кілька інших дітей зуміли втекти, але інших новобранців перерізали. Перш ніж втекти, Ар'я рятує ув'язненого Якена Хгара.
Ар'я та її друзі пізніше були захоплені Григором Кліганом і доставлені в Харренхол, де вони починають прислужувати Лорду Болтону. Після спостереження за смертю її родичів Ар'я кожну ніч читає свою «нічну молитву» — список імен тих людей, кому вона бажає помститися. У Харренхолі вона об'єднується з Якеном, який взамін на те, що вона врятувала життя йому і двом іншим ув'язненим, пропонує вбити трьох осіб, яких вона назве; після того, як вона назвала імена двох людей, третім у списку став сам Якен. Проте в обмін на своє життя Якен допомагає їй вбити варту біля воріт і піти з її друзями. Ар'я просить його навчити бути Безликою, на що Якен дає їй незвичайну монету і каже, щоб Ар'я запам'ятала фразу «Валар Моргуліс» («всі люди повинні померти» на Валірійскому) і сказала її по приїзді в Браавос, якщо її бажання ще буде в силі.

#### Буря мечів
Ар'я втікає з королівських земель разом з вербувальником Нічної Варти Йореном і його партією призовників. На дорозі вона стикається з іншими новобранцями Нічної Варти Ломмі, Джендрі та Пиріжком. Під час дороги частина Нічної Варти піддається нападу Аморі Лорча. Ар'я та кілька інших дітей зуміли втекти, але інших новобранців перерізали. Перш ніж втекти, Арія рятує ув'язненого Якена Хгара.
Через деякий час Ар'я намагається втекти з Братства, але її викрадає Сандор Кліган, який планує повернути її в сім'ю за винагороду. Вони направляються в Близнюки, де має відбутися весілля Едмора Таллі і Рослин Фрей. По приїзду туди Пес і Ар'я бачать, що починається бійня. Пес розуміє, що це пастка для Короля Півночі і тікає разом з Ар'єю. Сандор вирішує отримати викуп у її дядька Бріндена Таллі в Ріверрані. На шляху вони зустрічають двох чоловіків із списку смерті Ар'ї, і під час бою, що зав'язався, Сандор отримує серйозне поранення, після чого Арія залишає його помирати. Ар'я вирушає до місто Солеварні. Тут вона сідає на корабель, давши капітану монету, що Якен вручив їй в Харренхолі, і направляється в Браавос.

#### Бенкет стерв'ятників
Приїхавши в Браавос, Ар'я направляється до Чорно-білого будинку. Тут її зустрічає Добра людина, Ар'я вмовляє дати їй шанс стати безликою. Добра людина наказує їй позбутися минулого і викинути всі її речі. Речі вона топить в морі біля Храму, але з мечем «голкою», який їй подарував її брат Джон Сноу, вона не може розлучитися, тому ховає його під розбитим каменем перед Храмом.
Ар'я починає жити в Храмі Багатоликого бога, їй доручають прислужувати на кухні, підмітати храм, а також обмивати тіла небіжчиків. У вільний час вона вчить браавоську мову і брехати. Добра людина постійно запитує «Хто ти?», на що Арія відповідає «ніхто», але він їй не вірить, припускаючи, що дівчина бреше і не хоче відмовлятися від особистості Ар'ї Старк.
Добра людина не задоволена її знанням браавоської мови і акцентом, тому відправляє її в місто, як Кет — помічницю рибака. Також вона повинна дізнаватися секрети мешканців міста. Кожну безмісячну ніч дівчинка повинна повертатися в храм і доповідати три нові речі, про які дізналася.
Пізніше вона зустріла дезертира Нічної Варти Дареона, якого вбила. Ар'я повернулася в Храм, Добра людина як зазвичай запитав про три речі, які вона дізналася. Дівчинка повідомила, що Дареон помер і вбила його Ар'я Старк. Безликий дав їй випити підігрітого молочка і відправив спати. Вранці дівчинка прокинулася сліпою.

#### Танок з драконами
Ар'я залишається сліпою і продовжує перебувати в Чорно-білому будинку Браавоса. Вона все так само бачить сни очима свого лютововка, але не говорить про це нікому.
Сліпа дівчинка навчається у храмі Багатоликого розпізнавати зілля і отрути за допомогою нюху, смаку і дотику. Вона вивчає класичну валірійську мову, а також діалекти Лса й Пентоса. Всі колишні обов'язки залишилися — роботи на кухні, прибирання, омивання померлих.
Поки Ар'я сліпа, вона блукає по вулицях Браавоса, поліпшуючи свої навички у брехні і з успіхом виявляючи брехню інших людей.
Щоразу, повертаючись у храм, Добра людина запитує її — які три нові речі вона дізналася. Ар'я повідомляє, що третя річ, це те, що Добра людина саме той, хто приходив бити її в храмі. На питання звідки вона це знає, дівчинка відповіла: «Три речі я тобі назвала — це вже четверта». Добра Людина повертає Ар'ї зір (дізналася вона це завдяки «вовчому сну» — під час однієї з прогулянок за Арією пов'язується кіт, і вона змогла його очима побачити Добру Людину, який підкрався і готувався вдарити Ар'ю.
Повернувши зір, Ар'я продовжує служити в храмі Багатоликого бога. Щоб довести свій послух і смирення, Добра Людина дає їй нове завдання, — Ар'ї необхідно вбити старого (далеко за 50), що продає розписки для моряків (якщо корабель потоне або його захоплять пірати, він зобов'язується виплатити вартість корабля разом з вантажем). Вона стежить за ним кілька днів, роздумуючи як вбити. Нарешті дівчинка повертається в Храм і каже Добрій Людині, що знає як покінчити з ним. Щоб дівчинку ніхто не впізнав, Добра людина вирішує дати їй іншу особу і веде на третій підземний ярус храму Багатоликого бога, куди допускають тільки жерців. Увійшовши туди, дівчинка побачила на стінах тисячу осіб — старі і молоді, гладкі і зморшкуваті, чоловічі та жіночі. Ар'я отримує особу потворної баби. На ранок вона повертається в гавань. Там вона знаходить одного капітана, який збирався скористатися послугами старого. Стара підрізає його гаманець, внаслідок чого монети сиплються на землю і підмінює одну, яку отруїла заздалегідь. У старого була звичка пробувати монети на зуб, тому незабаром він помре від зупинки серця.
Повернувшись в храм, Добра людина хвалить дівчинку і каже, що вона не безнадійна, але їй потрібно ще багато чому вчитися. Після цього він повертає їй обличчя Ар'ї Старк і дає чорно-білу одежу послушника храму Багатоликого бога. На ранок вона вирушає до наставника, щоб розпочати своє перше учнівство.

#### Вітри зими
У спойлерній частині Ар'я продовжує своє навчання у Безликих .

## Телесеріал

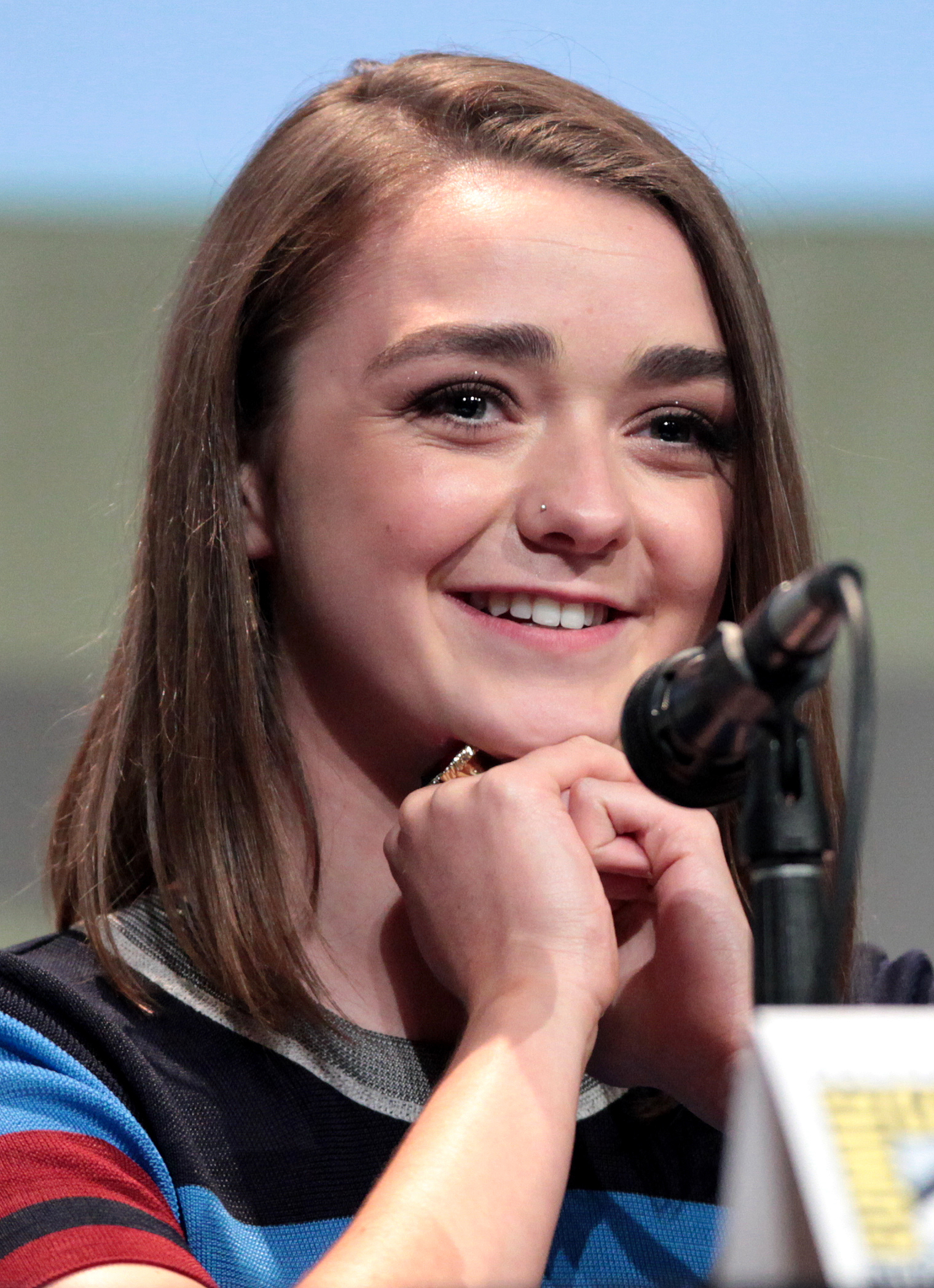
Мейзі Вільямс виконує роль Ар'ї Старк в телесеріалі.

#### Перший сезон
Ар'ю навчають, як шити, у Септі Мордана, але, на відміну від своєї сестри Санси, вона вважає це заняття нудним і важким. Вона з заздрістю дивиться, як Бран, Джон і Робб практикують стрільбу з лука у дворі разом з батьком. Вона хапає лук і дратує Брана, не вистрілюючи його.
Під час візиту короля Роберта до Вінтерфелла (Вічнозима) Ар'я поспішає побачити його прихід. В той же вечір на святі, вона випробовує терпіння своєї матері, кидаючи їжу у свою сестру Сансу, і спонукаючи відправити її раніше до ліжка. Роберт називає батька Ар'ї Еддарда Старка своєю Правицею, Джофрі заручається з Сансою, і Еддард вирішує взяти дочок у Королівську Гавань. Перед від'їздом, Арії дарують домашнього улюбленця, одного з декількох вовченят, знайдених братами за межами замку, і вона називає його Німерією, на честь воїна-королеви Есоса. Отримує меч у подарунок від Джона. Називає його «Голкою».
По дорозі до столиці Ар'я тренується битися на мечах з Мікою, сином м'ясника. Їх помічають принц Джофрі і Санса, Джофрі починає знущатися над Мікою, втручається лютововчиця Ар'ї Німерія, яка нападає на Джофрі і сильно його кусає. Ар'я тікає. Опинившись подалі від табору, вона змушує Німерію втекти. Коли дівчинку знаходять, Роберт пропонує Еддарду покарати Ар'ю, додавши, що зробить те ж саме зі своїм сином. Також, під тиском королеви Серсеї, він змушує Еддарда вбити вовчицю, але через те, що Німерія втекла, повинна загинути Леді, лютововчиця, яка належала Сансі. Пес, охоронець Джофрі, вбиває Міку.
По прибуттю в Королівську Гавань відносини Санси і Ар'ї залишаються натягнутими. Еддард знаходить меч Ар'ї. Зрозумівши, що його дочка твердо налаштована навчитися ним користуватися, він приймає рішення найняти Сіріо Фореля, майстра з Браавоса, який повинен навчити Ар'ю мистецтву битися. Уроки, які майстер називає «уроками танців», дуже подобаються Ар'ї. Крім цього, він дає дівчинці і інші завдання, наприклад, стояти на одній нозі, щоб мати кращу рівновагу. Іншим завданням стає зловити кішку. Поки Ар'я ганяється за кішкою, вона потрапляє в катакомби Червоного замку, де бачить величезні черепа драконів. Там вона мимоволі підслуховує розмову Вейриса та Іліріо Мопатіса, які розмовляють про ймовірну війну між Старками і Ланністерами, про напад через вузьке море Дрого. Йдучи, вони закривають двері, і Ар'ї доводиться вибиратися з підземелля через інший вихід. Насилу потрапивши до батька (забруднену, її прийняли за волоцюгу), вона розповідає йому все, що чула, хоча вона й забула багато деталей. Потім їм доводиться перервати розмову, — до Еддарда приходить Йорен, брат Нічної Варти, який займається підбором нових рекрутів. Йорен називає Ар'ю хлопчиком, чим дуже її дратує.
Після того, як Джеймі Ланністер напав на Еддарда, поранив його і вбив його людей, Еддард збирається відправити дочок назад в Вінтерфелл. Обидві вони незадоволені: Санса тим, що покине Джофрі, а Ар'я не хоче розлучатися з Сіріо. Еддард говорить Сансі, що знайде їй іншого нареченого, гідного. Санса каже, що не хоче іншого, що Джофрі ідеальний, і вона хоче народити від нього дітей, які будуть такими ж світловолосими, як Джофрі, її «лев з золотим волоссям». Ар'я протестує і каже, що Джофрі не Лев, а олень, бо на гербі його будинку (будинку Баратеонів) зображений олень, а не лев (це символ Ланністерів). Санса заперечує і каже, що Джофрі зовсім не схожий на свого п'яницю-батька.
Еддарда заарештовують за звинуваченням у зраді, Ар'ю і Сансу збираються тримати в полоні у палаці. Коли гвардійців посилають за Ар'єю, вона знаходиться на «уроці танців». Гвардійці твердять, що їх послав за дівчинкою Еддард, Сіріо їм не вірить і відмовляє віддати їм Ар'ю. Сіріо наказує Ар'ї бігти, а сам починає битися з гвардійцями. Він ранить декількох з них, але їх надто багато. Арія вибігає на вулицю. Вона бачить, що люди, які повинні були відвезти її та Сансу назад на Північ, вбиті. У багажі вона знаходить свій меч. На вулиці її збирається схопити хлопчик-конюх і здати Ланністерам, Ар'ї доводиться його вбити.
Ар'я залишається на вулиці. Раптом вона бачить натовп і дізнається, що на площі перед Великою Септою Бейлора Еддард Старк збирається зізнатися у зраді. Вона проходить на площу і підіймається на підніжжя статуї. Там її помічає батько. Проходячи повз Йорена, який також знаходиться там, він вимовляє «Бейлор», в надії, що той зрозуміє його і захистить Ар'ю. Еддард говорить те, що хоче почути король, і називає себе зрадником. Замість того, щоб помилувати Еддарда і дозволити йому замість смерті приєднатися до Нічної Варти, Джофрі велить його стратити. Кат бере меча, Ар'я дивиться на це. В цей час до неї підбігає Йорен і не дає дівчинці побачити, як вбивають її батька. Йорен обрізає Арії волосся і велить їй прикидатися хлопчиком. Він обіцяє, що поверне її додому, для цього вона повинна прикинутися, що є одним з новоспечених новобранців Нічної Варти, які рухаються до Стіни, по дорозі до якої і знаходиться Вінтерфелл. Та говорить, щоб вона нікому не довіряла. По дорозі знайомиться з Лоррі, Джендрі та Пиріжком.

#### Другий сезон
Ар'я разом з Йореном і його новобранцями рухається на Північ. Вона звертає увагу на одного з ув'язненого в клітці — він і два інших його «сокамерники» настільки небезпечні, що їх вирішують не випускати до приходу на Стіну. Ув'язнений Якен Хгар просить води, дівчина збирається виконати його прохання, але її лякають сокамерники Якена, і вона йде. Вона починає дружити з Джендрі, колишнім учнем коваля. Поступово він починає думати, що Арія не та, за кого себе видає. Їх наздоганяють Золоті Плащі. Ар'я боїться, що шукають її, але насправді вони шукають Джендрі, бастарда короля, щоб убити його. Йорен примушує їх піти без нічого. Після цього Ар'я розповідає Джендрі правду про себе, а Джендрі розповідає, що в столиці його розпитував батько Ар'ї.
Арія радиться з Йореном, вона не знає, як жити після всього того, що вона побачила. Йорен розповідає про свою історію життя і про те, що жага помсти зробила його убивцею і привела в Нічну Варту. Йорен був одержимим людиною на ім'я Вільям, він повторював його ім'я кожен раз перед сном. Врешті-решт він убив Вільяма, і, щоб уникнути страти, він мусив одягнуте чорне. Йорен намагається сказати їй, що варто звільнитися від думок про помсту, але Арія розуміє його по-своєму, неправильно. Вона вважає, що варто повторювати перед сном імена своїх ворогів, майже як молитву, і рано чи пізно, помста відбудеться.
Повертаються Золоті Плащі за підтримки Аморі Лорха. Йорен гине, захищаючи Джендрі. Поллівер краде меч Арії. Під час битви клітка, де сидить Якен і двоє інших в'язнів, опиняється біля вогню. Якен просить Арію дати йому сокиру, вона виконує його прохання. Коли Плащі знову вимагають видати Джендрі, Арія вказує на свого друга Ломмі, якого Поллівер убив украденним у неї мечем Голкою, проткнув тому шию. Міська Варта заспокоюється і бере рекрутів у полон.
Вони вирушають до Гарренгола до Тайвіна Ланністера. Там щодня вбивають когось із ув'язнених, обраних Григором Кліганом: їх катує, а потім убиває Лоскотун. Арія додає ім'я обох у свою нічну «молитву». Пізніше в замок приїжджає сам Тайвін і забороняє страчувати сильних здорових чоловіків. Він одразу розуміє, що Арія не хлопчик, і, не знаючи про її благородне походження, робить своїм виночерпієм.
Арія починає прислужувати Тайвіну, вона присутня на його військових нарадах. Тайвін розпитує дівчину і розуміє, що вона з Півночі. Тайвін запитує, що на Півночі говорять про Робба. Арія каже, — вважають, що у нього є надлюдські здібності і він може перетворитися на лютововка, а також те, що його неможливо вбити. Тайвін запитує, чи вірить вона в це, дівчинка відповідає, що ні, і що всіх можуть убити.
Пізніше до Арії підходить Якен Хгар і каже, що за те, що вона врятувала життя йому і двом іншим в'язням, віднявши їх у Червоного Бога, він вб'є будь-яких трьох людей, яких вона назве. Арія першим називає Лоскотуна. Його знаходять скинутим зі стіни внутрішнього двору. Арія підіймає очі і дивиться на стіну, на якій стоїть Якен і їсть грушу.
В Харренхол приїжджає Петір Бейліш, Арія боїться, що він її впізнає, але це не відбувається. Дівчина знаходить у Тайвіна лист, в якому розповідається про пересування армії Робба. Вона його краде, але натикається на Аморі Лорха, який, не отримавши від Арії відповіді, навіщо їй лист, починає гнатися за нею. Арії вдається втекти, і вона називає його ім'я Якену, вимагаючи убити його негайно. Лорх встигає зайти до Тайвіна, але в ту ж мить падає замертво.
Поступово Тайвін Ланністер, розмовляючи з Арією, починає розуміти, що вона не з бідної сім'ї, як вона говорила, а з благородного будинку, хоча і не здогадується, що вона зі Старків. Тайвін лишає Харренхол. Бажаючи втекти з замку, Арія просить допомоги у Якена. Він їй відмовляє, мотивуючи це тим, що для виконання її прохання потрібно вбити більше, ніж одну людину. Тоді вона називає Якену його власне ім'я. Той вимагає, щоб вона відкликала його ім'я, і Арія каже, що зробить це, якщо Якен допоможе їй та її друзям (Джендрі та Пиріжку) бігти. Той допомагає їм, непомітно убиваючи декілька стражників.
Друзі починають свій шлях річними землями, коли з нізвідки з'являється Якен. Арія підходить до нього і запитує, як йому вдалося вбити тих людей. Дівчина також хоче навчитися так майстерно убивати. Якен пропонує Арії вирушити з ним у Браавос, де вона зможе навчатися у Безліких. Арія відмовляється, кажучи, що спочатку їй треба знайти свою сім'ю. Якен дає дівчині браавосійську монету і говорить, що якщо вона передумає, їй доведеться знайти людину з Браавоса, дати йому монетку і вимовити «Валар Моргуліс». Арія повторює його слова, показуючи, що запам'ятала їх, Якен на мить закриває обличчя, після чого воно стає зовсім іншим, що приголомшує дівчинку. Якен і Арія розходяться.

#### Третій сезон
Арія, Пиріжок і Джендрі продовжують подорож до Ріверрана. Вони натрапляють на Братерство без прапорів, які приймають їх за військових біженців. Їх відводять до місцевого пансіонату та годують. Так само, туди привозять Сандора Клігана, якого взято в полон. Кліган впізнає Арію і розкриває її справжню особистість.
Пиріжок залишається, щоб працювати в готелі, а Джендрі та Арія вирушають до Командуючого братством, який знаходиться у Річкових землях. Коли Кліган приходить до лорда Беріка, вона звинувачує його у вбивстві Міки. Під час бою, призначенного Беріком, Арія щиро закликає до смерті Клігана, але Пес (Сандор Кліган) перемагає і вбиває Дондарріона, якого згодом оживляє Червоний Священик Торос з Міри. Як переможець, Пес оголошений невинним і звільнений.
Пізніше Арія просить Джендрі, щоб він відремонтував зброю Дондарріона, і намагатиметься змусити його піти з нею і боротися за свого брата. Джендрі каже, що він втомився служити лордам і бажає приєднатися до Братства, в якому всі члени рівні, порівнюючи їх з сім'єю. Джендрі вказує, що, якщо він піде з нею, вони ніколи не будуть сім'єю: він все одно буде простолюдином, а Арія міледі.
Торос каже, що вони візьмуть її до Ріверрана до своєї родини, в обмін на винагороду. Арія стиверджує, що її викуплять. Торос це визнає, Берік хотів би повернути її до сім'ї без викупу з поваги до пам'яті її батька, але вони потребують золота. Арія запитує Тороса, чи зможе він воскресити людину без голови. Вони розуміють, що вона говорить про свого батька, і розповідають їй, що вони не впевнені, що це стане можливим. Тоді Берік показує, що кожен раз, коли він оживає, він втрачає спогади і додає, що Нед Старк був добрим чоловіком, яким він захоплювався, але він не хотів би такого життя для Неда. Арія відповідає, що хоче, щоб він був живий.
Ангуй готує Арію з луком. Арія бачить Мелісандру і невелику групу людей Станніса Баратеона. Мелісандра каже, що у братства є хтось, кого потребує Владика Світла, і незабаром вони забирають Джендрі. Арія була невдоволена, коли побачила, що Мелісандра надала братству два великі мішки золота. Вона сперечалася з Червоною Жрицею, називаючи її відьмою. Мелісандра подивилася в очі Арії. Вона побачила багато інших очей, різних кольорів — очі, які Арія закриє назавжди. Перед від'їздом вона розповідає Арії, що вони ще зустрінуться.
Арія розчарувалася у Братстві за продаж Джендрі і втікає. Їй не вдається піти далеко, її знаходить Сандор Кліган. Через деякий час, тепер у полоні Пса, Арія підіймає камінь, щоб стратити його. Вона думає, що він спить, але він відкриває очі і говорить їй, що у неї є лише один шанс вдарити і вбити його, але якщо у неї не вийде, він відірве їй руки. Пізніше вона сидить на коні з ним і відмовляється від їжі, яку він пропонує. Він розповідає їй історію Санси і як він врятував її від натовпу, та людей, які збиралися зґвалтувати її. Арія каже, що він бреше, але Сандор каже: «Запитай сестру, якщо ти знову побачиш її». Вони їдуть вперед і приходять до річки, яку Арія спочатку вважає за Блеквотер і думає, що її везуть до Королівської Гавані. Але він каже, що він везе її до Близнюків, маючи намір отримати винагороду. В Близнюках готуються до весілля Едмура Таллі і Рослин Фрей.
На шляху до Близнюків вони помічають селянина, який також збирається на весілля, але його віз пошкоджений. Сандор підіймає віз, фермер його відремонтовує, після чого Клиган б'є так, що той втрачає свідомість. Сандор дістає кинджал, щоб убити селянина, але Арія просить його цього не робити, і він погоджується. Вони приїжджають до Близнюків, Арія нервово дивиться на табір Старків. Арія і Сандор приходять до воріт Близнюків, маскуючись як фермер по розводу свиней з дочкою. Сандор розповідає охоронцям Фрея, що вони мають солону свинину для весільного бенкету, але охоронець відповідає їм, що свято закінчилося і наказує їм піти. Арія тоді біжить від Сандора і ховається біля столу солдатів Старка. Раптом солдати виходять із замку і вбивають Старків. Арія чує, як Сірий Вітер виє всередині дерев'яної клітки, але чотири арбалетчики виходять із замку і вбивають лютововка, перш ніж вона спромоглася звільнити його. Арія намагається увійти в замок, але її зупиняє Сандор, каже, що вже пізно робити щось. Арія все одно намагається увійти в замок, тому Сандор силою забирає її, розуміючи, що будь-яка спроба втрутитися в цей момент буде самогубством.
Вони сідають на коня, забирають прапор Фреїв задля безпеки і їдуть. Бачать понівечений труп Робба Старка, якого солдати Фреїв посадили на коня, а замість голови прикріпили голову Сірого Вітру. Арія і Сандор рятуються на коні, тоді як Старкову армію вбивають під час Червоного весілля. Від'їхавши подалі, вони натикаються на групу з чотирьох солдатів Фреїв, які їдять біля багаття. Вони знущаються над смертю матері Арії, а один із солдатів описує процес прикріплення голови Сірого Вітра на труп Робба Старка. Арія злазить з коня і підходить до них. На запитання, що їй потрібно, дівчинка відповідає, що хоче поїсти і зігрітися. Солдати сміються, Арія дістає браавосійську монету, яку їй дав Якен Хгар. Вона навмисно кидає монетку на землю, а коли солдат підіймається, щоб забрати, б'є його в шию ножем. Інші солдати дістають зброю, але з'являється Сандор Кліган і легко їх всіх трьох вбиває. Сандор запитує, чи це перша людина, яку вона вбила, і Арія каже, що так (не рахуючи хлопця в Королівській Гавані). Сандор вечеряє. Арія підіймає монету закривавленими пальцями і шепоче: «Валар Моргуліс». 

#### Четвертий сезон
Сюжетна лінія Арії в серіалі починає розходитися з книжковим в четвертому сезоні, коли рана Сандора Клігана в бою з Поллівером і солдатами Ланністерів виявляється не смертельною. Після чого Арія і Пес ще встигли дістатися до Орлиного Гнізда, але змушені були відразу ж повернутися назад, як тільки дізналися, що тітка Арії, Ліза Аррен, ймовірно, покінчила з собою. Повертаючись з кривавих воріт, вони стикаються з Брієнною Тарт, яка присягнулася леді Кетлін взяти Арію під свій захист. Не вірячи Брієнні, Пес намагається її вбити, але вона сильно ранить його. В цей час Арії вдається сховатися від Брієнни, і після того як Тарт залишає поле бою, Арія виходить з укриття і забирає срібні монети пораненого Пса, залишивши його помирати. Потім вона зустрічає капітана судна, який пропонує їй пливти у Браавос.

#### П'ятий сезон
Арія приймається в Чорно-Білий будинок людиною, який носить особу Якена Хгара. Якен був вражений її умінням непомітно брехати, коли вона переконала невиліковно хвору дівчину випити отруту. Після цього вона отримує завдання вбити корумпованого страхового агента. Однак, вона відволікається від своєї місії на прибуття в Браавос Сіра Мерина Транта, який намагався затримати її під час занять по володінню мечем і вбив її вчителя Сіріо Фореля. Трант був внесений у список смерті Арії. Вона маскує себе як повію і проникає в бордель, де вбиває Сіра Мерріна. Однак Якен дізнається про її відхилення від наказанного завдання і дорікає їй в тому, що вона не здатна відірватися від своєї особистості, а дар безликих в носінні чужої особи буде тільки отруювати її. Якен додає, що надягання особи тим, хто не є «Ніким», рівносильно прийняттю отрути, і Арія раптово сліпне.

#### Шостий сезон
Арія починає випрошувати милостиню на вулицях Браавоса. В рамках її підготовки Волоцюжка (Фей Марсей) регулярно бореться з Арією, яку завжди неминуче б'є через відсутність у тій зору і бойової майстерності. Через деякий час Якен повертає Арію назад в Чорно-Білий будинок, де вона, взявши чашу з отрутою, відновлює зір. Потім Арія отримує завдання на вбивство актриси, яка грає роль Серсеї Ланністер у театральній постановці про війну п'яти королів. Арія намагається вбити актрису, непомітно отруюючи її ром, але після розмови з нею в серці Арії щось змінюється, і вона розбиває її отруєну склянку, застерігаючи її від замаху на її життя. Все це відбувається на очах Волоцюги, якій далі доручається вбити Арію. Волоцюжка завдає Арії кілька ударів кинджалом, а пізніше вбиває Леді Крейн, яка лікувала Арію. Остання відбивається від Волоцюжки і знімає з неї обличчя, яке вішає в Зал Ликів. Після короткої розмови з Якеном вона йде з Чорно-Білого будинку. Пізніше Арія прибуває в Вестерос, де в Близнюках вбиває лорда Волдера Фрея і його синів, Кульгавого Лотара Фрея і Чорного Волдера Фрея.

#### Сьомий сезон
В 7 сезоні Арія Старк, після вбивства Волдера Фрея, використовує його обличчя, щоб провести свято на честь всіх його синів. Вона промовляє тост, що згадується під час перемог Дому Фреїв, — «Стояти разом», але забороняє пити вино жінкам (яке виявиться отруєним), усвідомлюючи їх невинуватість. Після випитого вина синами Фрея вона згадує про Червоне весілля, і починає тонко знущатися над ними, нагадуючи їм, як вони вбивали вагітну жінку, вирізали горло матері п'ятьох і зарізали Старків після запрошення їх у свій будинок. Коли сини Фрея починають кашляти кров'ю через отруту, Арія із задоволенням спостерігає, як всі вони вмирають, перш ніж зняти маску і розкрити себе. Перед від'їздом вона промовляє вдові Волдера, Кітті Фрей, — «Коли тебе спитають, що тут сталося скажи, що Північ пам'ятає. Скажи їм, що для дому Фреїв настала зима».
Відійшовши від Близнюків, Арія потрапляє до невеликого конвою солдатів Ланністер, один з яких привертає її увагу солодкою піснею. Арія погоджується приєднатись до їх вогню і прийняти їх запрошення їжі та напоїв, хоча й обережно. Вона бере участь у невеликій розмові з ними щодо знищення Великого села Бейлора, весь час споглядаюси на їх мечі, і стверджує, що вона рухається до Королівської гавані. Після того, як вона визнає, що планує вбивство королеви Серсеї, вони сміються, не усвідомлюючи, що це її справжній намір.
Арія відвідує готель на перехресті, де вона підслуховує деяких панів, які обговорювали недавнє прибуття Дейнеріс Таргарієн та її драконів. Вона зустрічається з Пиріжком, який приносить їй кілька пирогів, які вона жадібно з'їдає. Він розповідає їй про знищення Септи Бейлора королевою Серсеєю і інформує її про власну зустріч з Брієнною Тарт, яка шукала її сестру Сансу. Арія пропонує заплатити за їжу, але Пиріжок відмовляється від її монети на знак доброго жесту. Дізнавшись, що її брат Джон Сноу завоював Вінтерфелл у Болтонів і став королем на Півночі, Арія вирішує нарешті повернутися додому.
По дорозі у Вінтерфелл, Арія розпалює невелике багаття в лісі. Коли вона зігрівається вогнем, велика пара диких вовків вражають її коня. Оточена, Арія витягує Голку, щоб захищати себе, але вона опиняється віч-на-віч з дорослою Німерією. Арія закликає її лютововка піти з нею до Вінтерфелла, але Німерія, замість цього, відступає з іншими вовками назад у ліс. Арія розуміє, що Німерія вже не така, і вона змінилась відтоді, як вони останнім часом бачили один одного.
Арія Старк нарешті повертається до Вінтерфелла. Вона підходить до воріт, але охоронці не вірять їй, коли вона каже, що є насправді Арією Старк. Вони переконані, що Арія вже багато років мертва. Арія просить, щоб вони покликали Мейстера Лювіна та Родріка Касселя, які можуть довести її особу (не знаючи, що вони обидва мертві). Арія запитує Джона, але вони кажуть, що він фактично поїхав з Вінтерфелла, тому Арія дізнається, хто відповідає за Вінтерфелл. Стража відповідає, «Леді Старк», і Арія усвідомлює, — це її сестра Санса. Вона пояснює їм, що, якщо вона буде насправді Арією, вони матимуть чимало неприємностей, через те, що зупинили її, а якщо вона не буде, вона ніколи не зможе потрапити до Вінтерфеллу. Вони стурбовані тим, але погоджуються, принаймні, пропустити її у внутрішній дворик. Як тільки вони відводять від неї очі, вона зникає. Двоє гвардійців йдуть, щоб повідомити Сансі, що до замку потрапив якийсь самозванець, але вона миттєво усвідомлює, що це повинна бути Арія, і здогадується, куди вона пішла.
Санса знаходить Арію, яка прийшла на могилу свого батька Неда. Вони щасливі, що бачать один одного, але останнім часом з ними так багато всього трапилося, що спочатку вони не знають, що сказати. Арія запитує, чи повинна вона зараз називати Сансу «Леді Старк», і Санса твердо наполягає «Так» — і сміється. Вони посміхаються і обіймаються. Арія зауважує, що Джон залишив її керувати Вінтерфеллом. Санса сподівається, що Джон скоро повернеться і він буде дуже радий побачити Арію, пам'ятаючи, як щасливий Джон був бачити її, коли вони зустрілися. Арія каже, що пам'ятник насправді не схожий на Неда. Санса визнає, що кожен, хто дійсно знав його обличчя, мертвий. Арія вказує на те, що вони живі. Тоді запитує, чому всі кажуть, що Санса вбила Джофрі. Вона пояснює, що насправді це не вона, хоча вона і хотіла. Арія зазначає, що він завжди був першим у її «списку». І пояснює, що вона склала список всіх, кого вона збирається вбити, — на ці слова вони обидві сміються. Нарешті Санса запитує, як Арія повернулася, але вона лише каже, що її дорога не була приємною. Вони обіймаються знову, щиро і тепло. Санса потім інформує Арію, що і Бран вдома.
Санса приводить Арію до Брана. Він каже, що не здивований, що вона жива, тому що бачив її на перехресті. Арія зніяковіла, і Санса пояснює, що Бран зараз має «видіння». Бран думав, що Арія збирається в Королівську гавань, і коли Санса запитує, чому, він знову здивував їх обох, кажучи, що це тому, що Серсея є у її списку імен. Санса запитує, хто ще є у її списку, Арія каже, що більшість з них, окрім Серсеї, насправді вже мертві. Тоді вони звертають увагу на старий кинджал із валірійської сталі на колінах Брана. Він пояснює, що Мізинець дав йому його, думаючи, що він його захоче. Бран говорить, що хтось дуже багатий хотів, щоб він помер, і дав це вбивці. Він передає його Арії. Троє дітей Еддарда Старка повертаються до замку Вінтерфелл.
Через деякий час Брієнна тренується на мечах з Подріком. Арія перериває і каже, що вона хоче потренуватися з Брієнною — жінкою, яка била Пса в бою. Санса і Мізинець дивляться мовчки здалеку. Арія досягає безлічі можливостей, які можуть завдати удару, якщо вона хоче, щоб вони були. Здивована, що така молода дівчина настільки майстерна, Брієнна зупиняється, і далі продовжується виснажливий спарринговий сеанс. Брієнні вдається вибити Голку з руки Арії, але вона переходить на сталевий кинджал, який мала на своєму поясі. Зрештою, вони досягають тупикової ситуації, причому кожен з них тримає лезо на горлі супротивника. Санса збентежена, як її сестра досягла такого смертельного рівня майстерності.

#### Восьмий сезон
12 березня 2017 року Мейсі Вільямс заявила про свою участь в останньому сезоні серіалу.
Арія бачить прибуття сил Дейнеріс у Зимове містечко при Вінтерфелі. Опісля нарештв зустрічається з Джоном у богогаю Вінтерфела, де згадує їхнє прощання, коли вона з батьком вперше віправлялася у столицю. Після цього зустрічає Джендрі і Пса в кузнях, де замовляє у першого нову зброю.
В останню ніч не може знайти собі місця і спускається в підземелля потренуватися. За цим її застає Джендрі, котрий приносить її зброю. Вона питає його чого Мелісандра від нього хотіла і він відкриває їй правду про своє походження — Джендрі бастард короля Роберта Баратеона. Тоді Арія запитує зі скількома дівчатами він був, і коваль зізнається що з трьома. Вона каже що ймовірно вони скоро помруть і вона хоче дізнатися про секс, і Джендрі позбавляє її цноти.
Тим часом починається битва за Вінтерфел. Арія опиняється у самій гущі бою з мерцями і отримує легке поранення. Ледве вибирається з бібліотеки, і натикається на Пса і Беріка Дондаріона. Лорд-блискавка гине, захищаючи її і в цей час вона зустрічає Мелісандру, котра її запитує: «Що ми говоримо богу смерті?». Юна Старк відповідає: «Не зараз». Вона біжить до богогаю, де в останній момент рятує Брана від Короля Ночі, вбиваючи останнього. Усі підняті ним мерці та білі блукачі гинуть і битва завершується.
На ранок вцілілі спалюють тіла загиблих, а потім починається бенкет на честь перемоги. Арія в цей час тренується з луком, за чим її застає Джендрі. Він розповідає їй що тепер він не бастард, а законний лорд Штормової Межі і верховний володар Штормових Земель. Потім він їй освідчується, але вона відмовляє.
Джон перед від'їздом скликає сестер у богогай, де зізнається, що він Таргарієн, витиснувши з них клятву що вони нікому не розкажуть. Потім Арія разом з Псом виїжджають у Королівську Гавань, звести рахунки з Серсеєю та Горою. Їм вдається проникнути в Червоний замок але Дейнеріс починає спалювати місто. Пес просить її тікати поки він битиметься з братом. Дівчина потрапляє у саме пекло руйнацій, але раптом зустрічає білого коня, на якому втікає.
Після промови Дейнеріс знову зустрічає Джона і попереджає про те, що Дейнеріс заради трону може вбити його, а потім вирушає на Північ.
На Великій раді підтримує кандидатуру Брана як короля. Санса випрошує незалежність для Півночі, і отримує згоду. Бран стає Королем Шести королівство. Потім разом із братом і сестрою проводжає Джона на Стіну.
У фіналі Джон із Тормундом стають Королями за Стіною, Санса — Королевою Півночі, а сама Арія відпливає у Призахідне море на пошуки нових земель.

## Список Арії Старк
| Ім'я                | Злочин | Кара                                                                                           | Символізм |
| ------------------- | --- | ---------------------------------------------------------------------------------------------- | --- |
| Джофрі Баратеон     | Організатор убивства її батька Еддарда Старка, організатор Червоного Весілля, на якому були убиті її брат і Король Півночі Робб Старк, її невістка і королева Таліса Старк, її мати Кетлін Таллі Старк, лютововк її брата Сіровій та багато жителів Півночі.                                                 | Убитий на власному весіллі Оленою Тирел, Сансою Старк і Мізинцем.                              | Убитий на весіллі, так само як і жертви Червоного Весілля. Весілля, на якому було його вбито, прозвано Пурпуровим Весіллям по аналогії із Червоним Весіллям.                                                                                                 |
| Серсея Ланністер    | Організатор убивства її батька Еддарда Старка, Організатор Червоного Весілля, на якому були убиті її брат і Король Півночі Робб Старк, її невістка і королева Таліса Старк, її мати Кетлін Таллі Старк, лютововка її брата Сіровій та багато жителів Півночі, організатор убивства лютововка її сестри Леді. | Убита Дрогоном і Дейнеріс Таргарієн                                                            | Жахлива смерть |
| Тайвін Ланістер     | Організатор Червоного Весілля, на якому були убиті її брат і Король Півночі Робб Старк, її невістка і королева Таліса Старк, її мати Кетлін Таллі Старк, лютововк її брата Сіровій та багато жителів Півночі.                                                                                                | Убитий у туалеті його сином Тиріоном Ланністером.                                              | Ганебна смерть |
| Волдер Фрей         | Організатор Червоного Весілля, на якому були убиті її брат і Король Півночі Робб Старк, її невістка і королева Таліса Старк, її мати Кетлін Таллі Старк, лютововк її брата Сіровій та багато жителів Півночі.                                                                                                | Убитий Арією Старк, яка перерізала йому горло.                                                 | Волдер Фрей був убитий Арією таким же чином, як була вбита її мати Кетлін Таллі Старк. |
| Лотар Фрей          | Убивця її невістки і Королеви Півночі Таліси Старк та її ненародженого небожа чи небоги. | Убитий Арією Старк, якого вона згодом запекла в пиріг і згодувала його ж батьку, Волдеру Фрею. | Пиріг — символ гостинності. Фреїв після Червоного Весілля зневажали усі в Семи Королівствах, як людей, які не можуть дотримуватися законів гостинності. |
| Волдер Ріверз       | Убивця її матері Кетлін Таллі Старк. | Убитий Арією Старк, якого вона згодом запекла в пиріг і згодувала його ж батьку, Волдеру Фрею. | Пиріг — символ гостинності. Фреїв після Червоного Весілля зневажали усі в Семи Королівствах, як людей, які не можуть дотримуватися законів гостинності. |
| Ейморі Лорч         | Організатор тортур полонених північан у Гаренхолі, під час яких померло багато північан. | Убитий ведмедем.                                                                               | Ганебна смерть. |
| Грегор Кліган       | Організатор тортур полонених північан у Гаренхолі, під час яких померло багато північан. | Убитий Дрогоном і Дейнеріс Таргарієн                                                           | Жахлива смерть |
| Сандор Кліган       | Убивця її друга сина мірошника хлопчика Міки. | Убитий Дрогоном і Дейнеріс Таргарієн                                                           | Жахлива смерть |
| Ілін Пейн           | Убивця її батька Еддарда Неда Старка. | Убитий Дрогоном і Дейнеріс Таргарієн                                                           | Жахлива смерть |
| Мерін Трант         | Убивця її вчителя Сіріо Фореля. | Убитий Арією Старк                                                                             | Мерін Трант — педофіл-садист, якому подобається бити маленьких дівчат. Саме тому він був убитий маленькою дівчинкою. Мерін Трант також був вбитий на батьківщині її вчителя Сіріо Фореля (у Браавосі), якого убив Мерін Трант.                               |
| Мелісандра Ашайська | Хотіла вбити її друга Джендрі Ріверза. | Померла своєю смертю.                                                                          | Мелісандра Ашайська як Червона Жриця була представницею Сил Світла. Своє життя вона присвятила Перемозі над Королем Ночі і Армією Мертвих — представниками Сил Темряви. Після перемоги над Силами Темряви вона вважала основну свою життєву місію виконаною. |
| Берік Дондаріон     | Продав її друга Джендрі Ріверза Мелісандрі Ашайській | Убитий армією мертвих.                                                                         | Берік Дондаріон, як віруючий у Бога Р'глора був представником Сил Світла, який був убитий Армією Мертвих — представниками Сил Темряви. |
| Торос Мирський      | Продав її друга Джендрі Ріверза Мелісандрі Ашайській | Убитий армією мертвих.                                                                         | Торос Мирський, як Червоний Жрець був представником Сил Світла, який був убитий Армією Мертвих — представниками Сил Темряви. |
| Полівер             | Убивця її друга Ломмі. | Убитий Арією Старк.                                                                            | Арія Старк, убивши його, відтворила той самий діалог, що і Полівер перед смертю Ломмі. |
| Рордж               | Намагався зґвалтувати Арію Старк. | Убитий Арією Старк.                                                                            | |
| Руз Болтон          | Убивця і зрадник її брата і Короля Робба Старка. | Убитий власним сином Рамсі Болтоном.                                                           | Убитий таким же чином, як і Робб Старк (зраджений і убитий кинджалом). |
| Рамсі Болтон        | Убивця її брата Рікона Старка. | Убитий Сансою Старк.                                                                           | Жахлива смерть |
| Петір Бейліш        | Організатор убивства її батька Еддарда Старка, Організатор убивства її дядька Джона Арена, убивця її тітки Лізи Арен. | Убитий Арією Старк.                                                                            | Убитий тим самим кинджалом, який він же приставляв до горла Еддарда Старка, зрадивши його. |
| Теон Ґрейджой       | Зрадник її брата і Короля Робба Старка. Разом зі своєю армією Залізнородних завоював Північ. | Убитий Королем Ночі, захищаючи Північ.                                                         | Теон Ґрейджой — людина з важкою долею, яка постійно мала невизначену позицію і внутрішні протиріччя стосовно свого ставлення до Півночі. Будучи зрадником Півночі він загинув, захищаючи Північ.                                                             |